# Liste des chapitres de Sket Dance

Cet article est un complément de l'article sur le manga Sket Dance. Il contient la liste des volumes disponibles du manga, avec les chapitres qu’ils contiennent.

## Volumes reliés

### Tomes 1 à 10
| no | Japonais        | Japonais          | Français          | Français          |
| no | Date de sortie  | ISBN              | Date de sortie    | ISBN              |
| --- | --------------- | ----------------- | ----------------- | ----------------- |
| 1 | 2 novembre 2007 | 978-4-08-874470-4 | 3 janvier 2013    | 978-2-8203-0569-5 |
| Titre du volume : Le peinturlureur masqué Personnages en couverture : Himeko, Bossun, SwitchListe des chapitres : - 1re mission : Le peinturlureur masqué (ペンキ仮面, Penki Kamen) - 2e mission : Ape Escape (エイプ・エスケイプ, Eipu Esukeipu) - 3e mission : Le fantôme de l'incinérateur (焼却炉の幽霊, Shōkyakuro no Yūrei) - 4e mission : Samouraï Pastille (ペパーミント侍, Pepāminto Zamurai) - 5e mission : Onihime, la légendaire princesse démon (伝説の鬼姫, Densetsu no Onihime) - 6e mission : The Incredible Himeko (鬼姫に鉄棒, Onihime ni Kanabō) - 7e mission : Petit prince des tertres (坂の上の王子様, Saka no Ue no Ōji Sama) |                 |                   |                   |                   |
| 2 | 4 janvier 2008  | 978-4-08-874504-6 | 3 janvier 2013    | 978-2-82030-570-1 |
| Titre du volume : Fleurs de cerisier en été Personnages en couverture : Himeko, Bossun, SwitchListe des chapitres : - 8e mission : Misaki et Kôtarô (美咲と光太郎, Misaki to Kōtarō) - 9e mission : Fleurs de cerisier en été (夏の桜, Natsu no Sakura) - 10e mission : Bureau exécutif du Conseil des élèves (生徒会執行部, Seitokai Shikkōbu) - 11e mission : Craignos-neige (ヤバ雪姫, Yaba Yukihime) - 12e mission : Les larmes de la princesse démon (鬼姫の目にも涙, Onihime no Me ni mo Namida) - 13e mission : Finding Pelolin (ファンディング・ペロリン, Fuandeingu Perorin) - 14e mission : Petit boss s'est levé du mauvais pied (リトルボスはご機嫌ななめ, Ritoru Bosu wa Go Kigen Naname) - 15e mission : Interdit de regarder… (見てはいけない, Mite wa Ikenai) - 16e mission : Vous avez regardé… (見たのね, Mita no ne) - 17e mission : Ne regardez pas ! (見るんじゃない, Mirunjanai) |                 |                   |                   |                   |
| 3 | 4 avril 2008    | 978-4-08-874544-2 | 13 mars 2013      | 978-2-82030-626-5 |
| Titre du volume : Amis à gogo Personnages en couverture : Switch, Bossun, HimekoListe des chapitres : - 18e mission : Ninsket, chapitre Hayabusa (ヌスット・ダンス 隼の章, Nusutto Dansu Hayabusa no Shō) - 19e mission : Genesis Generation (ジェネシス・ジェネレーション, Jeneshisu Jenerēshon) - 20e mission : Momoka, the voice ? (モモカ声優志願, Momoka Seiyū Shigan) - 21e mission : Promouvoir Uchida (内田をプロヂュース, Uchida o Purodyūsu) - 22e mission : Amis à gogo (友達がいっぱい, Tomodachi ga Ippai) - 23e mission : Le clan de l'Araignée (蜘蛛の会, Kumo no Kai) - 24e mission : Le SKET en manga ? (スケット団漫画化計画, Suketto Dan Mangaka Keikaku) - 25e mission : "Gachinko Viva Game Battle" (ガチンコ・ビバゲー・バトル, Gachinko Bibagē Batoru) - 26e mission : Premier assaut !! (開戦!!, Kaisen!!) - Hors-série : "Rendez-vous mélancolique" (『メランコリック・ランデヴー』, "Merankorikku Randevū") |                 |                   |                   |                   |
| 4 | 4 juillet 2008  | 978-4-08-874579-4 | 22 mai 2013       | 978-2-82030-683-8 |
| Titre du volume : "Gachinko Viva Game Battle" Personnages en couverture : Sôjirô Agata, Sasuke Tsubaki, Mimori Unyû, Kikuno Asahina, Michiru ShinbaListe des chapitres : - 27e mission : 1er assaut - Cooking Coliseum (一回戦 クッキングコロシアム, Ikkaisen Kukkingu Koroshiamu) - 28e mission : 2e assaut - Spirit Fighter (二回戦 スピリットファイター, Nikaisen Supiritto Faitā) - 29e mission : Le poing et le sabre (拳と剣, Ken to Ken) - 30e mission : 3e assaut - Shooting Gangstar (三回戦 シューティング ギャングスター, Sankaisen Shūtingu Gyangusutā) - 31e mission : B.S.C. (Binoclard Super Cool) (SCMさすかクールメガネ, Sasuga Kūru Megane) - 32e mission : 4e assaut - A History of Romance (四回戦 こくはく物語, Yonkaisen Kokuhaku Monogatari) - 33e mission : 5e assaut - Pixie's Garden (五回戦 ピクシーガーデン, Gokaisen Pikushī Gāden) - 34e mission : Pixie repérée ! (妖精見つけた, Pikushī Mitsuketa) - 35e mission : Le rideau tombe (閉幕!!, Heimaku!!) - Hors-série : BISCUIT DANCE (『BISCUIT DANCE』, "Bisuketto Dansu") |                 |                   |                   |                   |
| 5 | 3 octobre 2008  | 978-4-08-874619-7 | 3 juillet 2013    | 978-2-82030-704-0 |
| Titre du volume : Switch Off Personnages en couverture : Switch, Bossun, Himeko, Momoka Kibitsu, Dante, Reiko Yūki, Shinzô Takemitsu, Shinpei Takemitsu, Yoshihiko, MiaoumieListe des chapitres : - 36e mission : Les anges du malentendu (過ちのエンジェル, Ayamachi no Enjeru) - 37e mission : Les petites princesses se sont levées du bon pied (リトルプリンセスは気分上々, Ritoru Purinsesu wa Kibun Jōjō) - 38e mission : Momotarô revisité (改じでくれよう桃太郎, Kaijitekureyō Momotarō) - 39e mission : L'otaku et l'occulte (オタクトオカルト, Otaku to Okaruto) - 40e mission : Home Run (ランニングホームラン, Ranningu Hōmuran) - 41e mission : Frères (兄・弟, Ani Otōto) - 42e mission : Switch Off - Première partie (スイッチ・オフ 前編, Suichi Ofu Zenpen) - 43e mission : Switch Off - Deuxième partie (スイッチ・オフ 中編, Suichi Ofu Chūhen) - 44e mission : Switch Off - Dernière partie (スイッチ・オフ 後編, Suichi Ofu Kōhen) - Hors-série 1 : "PUPPET DANCE" (『パペット・ダンス』, "Papetto Dansu") - Hors-série 2 : "RESORT DANCE" (『リゾートダンス』, "Rizōto Dansu") |                 |                   |                   |                   |
| 6 | 5 janvier 2009  | 978-4-08-874653-1 | 11 septembre 2013 | 978-2-82030-751-4 |
| Titre du volume : Kaimei Rock Festival Personnages en couverture : Bossun, Himeko, SwitchListe des chapitres : - 45e mission : Rocket Dance - Rencontre du quatrième type (ロケット・ダンス ~遭遇~, Roketto Dansu ~ Sōgū ~) - 46e mission : 100 façons de couper les cheveux dans une salle de club (クラブルームで髪を切る100の方法, Kurabu Rūmu de Kami o Kiru Hyaku no Hōhō) - 47e mission : Les anges du malentendu, la rechute (過ちのエンジェル再臨, Ayamachi no Enjeru Sairin) - 48e mission : Opération (sanglante) "Mariage arrangé" (お見合い大作ソン, O Miai Daisakuson) - 49e mission : Kaimei Rock Festival (カイメイ・ロック・フェスティバル, Kaimei Rokku Fesutibaru) - 50e mission : Sketchbook (スケッチブック, Suketchibukku) - 51e mission : Funny Bunny (Funny Bunny, Fanī Banī) - 52e mission : Changement de lookinette ✩ (イメチェンしたにょら✩, Imechen Shita nyora ✩) - 53e mission : Enigman, l'homme-devinettes ! (クイズ戦士エニグマン, Kuizu Senshi Eniguman) |                 |                   |                   |                   |
| 7 | 4 mars 2009     | 978-4-08-874681-4 | 6 novembre 2013   | 978-2-82031-545-8 |
| Titre du volume : Démon Personnages en couverture : Himeko, BossunListe des chapitres : - 54e mission : Hypérion des hommes (それが男のヒュペリオン, Sore ga Otoko no Hyuperion) - 55e mission : L'apprenti mangaka R (Romantique) (ヘタッピマンガ研究所R, Hetappi Manga Kenkyūjo Romantikku) - 56e mission : Flagrance (フレグランス, Fureguransu) - 57e mission : Démon 1 (OGRESSー①, Oguresu 1) - 58e mission : Démon 2 (OGRESSー②, Oguresu 2) - 59e mission : Démon 3 (OGRESSー③, Oguresu 3) - 60e mission : Démon 4 (OGRESSー④, Oguresu 4) - 61e mission : Démon 5 (OGRESSー⑤, Oguresu 5) - 62e mission : Démon 6 (OGRESSー⑥, Oguresu 6) - Hors-série : "SILENT DANCE" (『SILENT DANCE』, "Sairento Dansu") |                 |                   |                   |                   |
| 8 | 4 juin 2009     | 978-4-08-874715-6 | 22 janvier 2014   | 978-2-82031-569-4 |
| Titre du volume : Annonce des résultats du 1er vote de popularité Personnages en couverture : Sôjirô Agata, Bossun, Chiaki Takahashi, Dante, Enigman, Fûka Ffh ! Ffh !, Genzaburo Karamatsu, Himeko, Inui, Jason, Kawakami, Liberty Maji, Momoka Kibitsu, Nitta, Otakura, Poppman, Quecchon, Romane Saotome, Switch, Sasuke Tsubaki, Mimori Unyû, Abrasimovic, les frères Won, Enta Hinohara, Moe Yabasawa, Jin KakiuchiListe des chapitres : - 63e mission : Bad Scientist (バッド・サイエンティスト, Baddo Saientisuto) - 64e mission : Panique chez le proviseur (パニック・イン・校長室, Panikku in Kōchōshitsu) - 65e mission : Mlle Professeur (おねえさん先生, O Nē San Sensei) - 66e mission : Rencard critique (合こんでツッコんで, Gōkon de Tsukkonde) - 67e mission : Distributeur de "clac"clac" (ガチャガチャトレーダー, Gacha Gacha Torēdā) - 68e mission : Annonce des résultats du 1er vote de popularité (第1回キャラクター人気投票結果発表, Dai Ikkai Kyarakutā Ninki Tōhyō Kekka Happyō) - 69e mission : L'homme de verre (ガラス男, Garasu Otoko) - 70e mission : Qui ?! (誰…!?, Dare...!?) - 71e mission : Jeune fille de verre (ガラス乙女, Garasu Otome) - Hors-série : BISCUIT DANCE (『BISCUIT DANCE』, "Bisuketto Dansu") |                 |                   |                   |                   |
| 9 | 4 août 2009     | 978-4-08-874752-1 | 26 mars 2014      | 978-2-82031-586-1 |
| Titre du volume : La timide Personnages en couverture : Bossun, Himeko, Switch, SpektorListe des chapitres : - 72e mission : Samouraï Fashion (ファッショナブル侍, Fasshonaburu Zamurai) - 73e mission : Je vais faire de mon mieux ! (おねえさんがんばる!, O Nē San Ganbaru!) - 74e mission : Filature Blues (ステイクアウト・ブルース, Suteikuauto Burūsu) - 75e mission : Capitaine Food Fighter (フードファイター・キャプテン, Fūdo Faitā Kyaputen) - 76e mission : Evasion en costumes, 1re partie (きぐるみぶれいく 前編, Kigurumi Bureiku Zenpen) - 77e mission : Evasion en costumes, 2e partie (きぐるみぶれいく 後編, Kigurumi Bureiku Kōhen) - 78e mission : Fulgurante tentation (やにわにテンプテーション, Yaniwa ni Tenputēshon) - 79e mission : La timide, 1re partie (ハズカシガール 前編, Hazukashi Gāru Zenpen) - 80e mission : La timide, 2e partie (ハズカシガール 後編, Hazukashi Gāru Kōhen) - Hors-série : "Les deux nerveuses" au cœur de l'été ! L'enthousiasme retombe-t-il ? |                 |                   |                   |                   |
| 10 | 4 novembre 2009 | 978-4-08-874787-3 | 21 mai 2014       | 978-2-82031-596-0 |
| Titre du volume : Happy Birthday Personnages en couverture : Bossun, Himeko, Switch, Masafumi UsuiListe des chapitres : - 81e mission : Une journée ordinaire (男の穏やかな休日, Otoko no Odayaka na Kyūjitsu) - 82e mission : Happy Birthday - 1re partie (Happy Birthdayー①, Happī Bāsudē 1) - 83e mission : Happy Birthday - 2e partie (Happy Birthdayー②, Hapī Bāsudē 2) - 84e mission : Happy Birthday - 3e partie (Happy Birthdayー③, Hapī Bāsudē 3) - 85e mission : Happy Birthday - 4e partie (Happy Birthdayー④, Hapī Bāsudē 4) - 86e mission : Happy Birthday - 5e partie (Happy Birthdayー⑤, Hapī Bāsudē 5) - 87e mission : Happy Rebirthday - 1re partie (Happy Rebirthdayー①, Hapī Ribāsudē 1) - 88e mission : Happy Rebirthday - 2e partie (Happy Rebirthdayー②, Hapī Ribāsudē 2) - 89e mission : Happy Rebirthday - 3e partie (Happy Rebirthdayー③, Hapī Ribāsudē 3) - 90e mission : Happy Rebirthday - 4e partie (Happy Rebirthdayー④, Hapī Ribāsudē 4) |                 |                   |                   |                   |

### Tomes 11 à 20
| no | Japonais         | Japonais          | Français          | Français          |
| no | Date de sortie   | ISBN              | Date de sortie    | ISBN              |
| --- | ---------------- | ----------------- | ----------------- | ----------------- |
| 11 | 4 janvier 2010   | 978-4-08-874795-8 | 16 juillet 2014   | 978-2-82031-741-4 |
| Titre du volume : Enchanté Personnages en couverture : Switch, Bossun, Himeko, Sasuke TsubakiListe des chapitres : - 91e mission : La précieuse Mariko brisée (壊れてしまった特別な…, Kowareteshimatta Tokubetsu na...) - 92e mission : L'élève charismatique félicite le club qu'il admire de participer à des rencontres chic (カリスマ生徒イチ押しの部活がハイレベル合コン参加おめでとう, Karisuma Seito Ichioshi no Bukatsu ga Hai Reberu Gōkon Sanka Omedetō) - 93e mission : Mademoiselle vous plaît aussi ? (おねえさんもお気に入り?, O Nē San mo Ki ni Iri?) - 94e mission : Tout ce que vous voudrez, maître (なんでもやりまっせご主人様, Nandemo Yarimasse Go Shūjin Sama) - 95e mission : Le souci de Koma (コマちゃんの困りごと, Koma Chan no Komarigoto) - 96e mission : Excite Exercise (エキサイト・エクササイズ, Ekisaito Ekusasaizu) - 97e mission : Enchanté (会えて嬉しい, Aete Ureshii) - 98e mission : Le rire aux lèvres et le cœur... (顔で笑って心で…, Kao de Waratte Kokoro de...) - 99e mission : Momoka sur la voie de la comédie de théâtre (モモカ舞台女優への道, Momoka Butai Joyū e no Michi)                                                                                     |                  |                   |                   |                   |
| 12 | 4 février 2010   | 978-4-08-870035-9 | 24 septembre 2014 | 978-2-82031-779-7 |
| Titre du volume : La boîte à souvenirs Personnages en couverture : Switch, Bossun, HimekoListe des chapitres : - 100e mission : Combat Dance (COMBAT DANCE, Konbatto Dansu) - 101e mission : Un observateur indiscret (しばらく観させてもらいます, Shibaraku Misasetemoraimasu) - 102e mission : Cuisiner avec style (榛葉道流のエレガント・クッキング, Shinba Michiru no Ereganto Kukkingu) - 103e mission : Sus à la voyante, 1re partie (占い師をやっつけろ 前編, Uranaishi o Yattsukero Zenpen) - 104e mission : Sus à la voyante, 2e partie (占い師をやっつけろ 後編, Uranaishi o Yattsukero Kōhen) - 105e mission : La boîte à souvenirs (ドロップ, Doroppu) - 106e mission : Panique au club des condés (マルツイ・デカダンス, Marutsui Dekadansu) - 107e mission : Le dieu de l'origami (おり神と呼ばれた男, Origami to Yobareta Otoko) - 108e mission : Tempête dans l'oreillette (ひそひそインストラクソン, Hisohiso Insutorakuson) |                  |                   |                   |                   |
| 13 | 2 avril 2010     | 978-4-08-870074-8 | 26 novembre 2014  | 978-2-82031-871-8 |
| Titre du volume : You Got a Mail ! Personnage en couverture : HimekoListe des chapitres : - 109e mission : Stupeur étronblements (ウンは天にあり, Un wa Ten ni Ari) - 110e mission : You Got a Mail ! 1re partie (ユーガッタメール！ 前編, Yū Gatta Mēru! zenpen) - 111e mission : You Got a Mail ! 2e partie (ユーガッタメール！ 中編, Yū Gatta Mēru! Chūhen) - 112e mission : You Got a Mail ! 3e partie (ユーガッタメール！ 後編, Yū Gatta Mēru! Kōhen) - 113e mission : Le Conseil des élèves VS Enigman (VS生徒会！バトルQ, Bāsasu Seitokai! Batoru Kyū) - 114e mission : Bossun l'invisible ! (透明人間露る！, Tōmei Ningen Arawaru!) - 115e mission : L'angoisse du mangaka au moment de l'encrage (漫画乙女は荒野をめざす, Manga Otome wa Kōya o Mezasu) - 116e mission : La marguerite et le camélia, 1re partie (椿と雛菊ー①, Tsubaki to Hinagiku 1) - 117e mission : La marguerite et le camélia, 2e partie (椿と雛菊ー②, Tsubaki to Hinagiku 2) |                  |                   |                   |                   |
| 14 | 2 juillet 2010   | 978-4-10-771647-7 | 7 janvier 2015    | 978-2-82032-693-5 |
| Titre du volume : En avant, Pelollipop Girl ! Personnages en couverture : Switch, Bossun, Himeko, Momoka Kibitsu, Chiaki TakahashiListe des chapitres : - 118e mission : La marguerite et le camélia, 3e partie (椿と雛菊ー③, Tsubaki to Hinagiku 3) - 119e mission : La marguerite et le camélia, 4e partie (椿と雛菊ー④, Tsubaki to Hinagiku 4) - 120e mission : Stop, Ropeau ! (ストップ！ジュバンニ, Sutoppu! Jubanni) - 121e mission : Masked Love (Masked Love, Masukudo Rabu) - 122e mission : Genesis World Grand Prix (ジェネシス・ワールド・グランプリ 前編, eneshisu Wārudo Guran Puri Zenpen) - 123e mission : Genesis World Grand Prix, suite et fin (ジェネシス・ワールド・グランプリ 後編, eneshisu Wārudo Guran Puri Kōhen) - 124e mission : Je peux venir dans ta loge ? (楽屋に行っていいかい？, Gakuya ni Itte Ii kai?) - 125e mission : Réunion dans le flou (快技・懐疑・会議, Kaigi Kaigi Kaigi) - 126e mission : En avant, Pelollipop Girl ! (進め!ペロキャンガール, Susume! Perokyan Gāru) |                  |                   |                   |                   |
| 15 | 3 septembre 2010 | 978-4-08-870103-5 | 8 avril 2015      | 978-2-82032-004-9 |
| Titre du volume : Biscuit Dance, le super spectacle de l'école Personnages en couverture : Sôjirô Agata, Sasuke Tsubaki, Chiaki Takahashi, Dante, Switch, Momoka Kibitsu, Himeko, Michiru Shinba, Kikuno Asahina, Mimori Unyû, Moe Yabasawa, BossunListe des chapitres : - 127e mission : Biscuit Dance, le super spectacle de l'école (ビスケット・ダンス 楽しいおゆうぎ会の巻, Bisuketto Dansu Tanoshii O Yūgi Kai no Maki) - 128e mission : Pimbêche au cœur d’artichaut (ツインテールツンデレガール, Tsuin Tēru Tsundere Gāru) - 129e mission : Vole, Hosuke, vole ! (飛べ！ホウスケ, Tobe! Hōsuke) - 130e mission : Les T-shirts ringards de Tsubaki (椿ダサＴコレクション, Tsubaki Dasa Tī Korekushon) - 131e mission : Skip ! (Skip!, Sukippu!) - 132e mission : Le voyage scolaire en folie, 1re partie (修学旅行狂詩曲ー①, Sukūru Torippu Rapusodī 1) - 133e mission : Le voyage scolaire en folie, 2e partie (修学旅行狂詩曲ー②, Sukūru Torippu Rapusodī 2) - 134e mission : Le voyage scolaire en folie, 3e partie (修学旅行狂詩曲ー③, Sukūru Torippu Rapusodī 3) - 135e mission : Le voyage scolaire en folie, 4e partie (修学旅行狂詩曲ー④, Sukūru Torippu Rapusodī 4)                              |                  |                   |                   |                   |
| 16 | 3 décembre 2010  | 978-4-08-870148-6 | 1er juillet 2015  | 978-2-82032-042-1 |
| Titre du volume : Le voyage scolaire en folie Personnages en couverture : Sâya Agata, Bossun, Himeko, SwitchListe des chapitres : - 136e mission : Le voyage scolaire en folie, 5e partie (修学旅行狂詩曲ー⑤, Sukūru Torippu Rapusodī 5) - 137e mission : Le voyage scolaire en folie, 6e partie (修学旅行狂詩曲ー⑥, Sukūru Torippu Rapusodī 6) - 138e mission : Le voyage scolaire en folie, 7e partie (修学旅行狂詩曲ー⑦, Sukūru Torippu Rapusodī 7) - 139e mission : Des noms qui prêtent à confusion (まぎらわしいゆかいな仲間たち, Magirawashii Yukai na Nakama Tachi) - 140e mission : Meet IRL, expérience irréelle (オフカイはオクガフカイ, Ofu Kai wa Oku ga Fukai) - 141e mission : Le manga de recrutement du Conseil des élèves (生徒会役員募集漫画制作記録, Seitokai Yakuin Boshū Manga Seisaku Kiroku) - 142e mission : L'histoire du mec qui s'intéresse au type auquel s'intéressait sa sœur (妹の気になるアイツが気になる兄, Imōto no Ki ni Naru Aitsu ga Ki ni Naru Ani) - 143e mission : Mort de rires ! La batailles de vannes ! (爆笑ツッコミバトル！, Bakushō Tsukkomi Batoru!) - 144e mission : La parade du parano part à l'eau (喜憂を杞憂する稀有な男, Kiyū o Kiyū Suru Kiyū na Otoko) |                  |                   |                   |                   |
| 17 | 4 février 2011   | 978-4-08-870177-6 | 7 octobre 2015    | 978-2-82032-189-3 |
| Titre du volume : Le dernier jour du président Personnages en couverture : Sôjirô Agata, Sasuke TsubakiListe des chapitres : - 145e mission : Quest Dance, le début du voyage (クエスト・ダンス 旅の始まり, Kuesuto Dansu Tabi no Hajimari) - 146e mission : L'archange s'amourache (大天使の小さな恋, Daitenshi no Barādo) - 147e mission : Pour l'amélioration de la vie scolaire (より良い学園作りの為に, Yori Yoi Gakuen Zukuri no Tame ni) - 148e mission : Le dernier jour du président (The last day of president, Za Rasuto Dei obu Purejidento) - 149e mission : Opération Love Potion, 1re partie (オペレーション・ラブポーション 前編, Operēshon Rabu Pōshon Zenpen) - 150e mission : Opération Love Potion, 2e partie (オペレーション・ラブポーション 後編, Operēshon Rabu Pōshon Kōhen) - 151e mission : Chroniques secrètes de la création du nouvel hymne du lycée (開盟学園高校新校歌作詞秘話, Kaimei Gakuen Kōkō Shin Kōka Sakushi Hiwa) - 152e mission : À la poursuite de Kagerô ! (影浪を追え！, Kagerō o Oe!) - 153e mission : Hani Usami, comptable (会計 宇佐見羽仁, Kaikei Usami Hani)                                                                                                   |                  |                   |                   |                   |
| 18 | 4 avril 2011     | 978-4-08-870209-4 | 20 janvier 2016   | 978-2-82032-288-3 |
| Titre du volume : Falken, tout feu tout flamme ! Personnages en couverture : Bossun, Himeko, Switch, Sasuke Tsubaki, Daisy, Mimori Unyu, Hani Usami, Kiri KatôListe des chapitres : - 154e mission : 1 pervers et 8 tarés (へンタイ犯人とへンジン8人, Hentai Hannin to Henjin Hachi Nin) - 155e mission : La réunion des râleurs anonymes (さぐりあい本音, Saguriai Hara) - 156e mission : La voie de Romane (ロマンが道を往く, Roman ga Michi o Yuku) - 157e mission : Le ninja, la démone et les cornes rouges (忍と鬼と赤い角, Shinobi to Oni to Akai Tsuno) - 158e mission : Le timide (サビシンボーイ, Sabishin Bōi) - 159e mission : Falken, tout feu tout flamme ! (燃えろファルケン！, Moero Faruken!) - 160e mission : Le conseil de discipline secret (ひみつの懲罰委員会, Himitsu no Chōbatsu Iinkai) - 161e mission : La coloc en folie (ルームシェア・スラップスティック, Rūmu Shea Surappusutikku) - 162e mission : Rôles inversés ! (トラブル・ロール・リバーサル, Toraburu Rōru Ribāsaru) |                  |                   |                   |                   |
| 19 | 4 juillet 2011   | 978-4-08-870235-3 | 6 juillet 2016    | 978-2-82032-366-8 |
| Titre du volume : Lovely Bunny Girl Personnages en couverture : Bossun en fille, Tsubaki en fille, Switch en filleListe des chapitres : - 163e mission : Lovely Bunny Girl (ラブリーバニーガール, Raburī Banī Gāru) - 164e mission : Annonce des résultats du 2e vote de popularité (第2回キャラクター人気投票結果発表, Dai Ni Kai Kyarakutā Ninki Tōhyō Kekka Happyō) - 165e mission : L'homme qui s'était changé en bonhomme bâton (棒になった男, Bō ni Natta Otoko) - 166e mission : Déco-locaux : une semaine pour tout rénover (大改造!! 劇的ビミョーあたふた, Dai Kaizō!! Gekiteki Bimyō Atafuta) - 167e mission : Le cœur qui bat (ドキドキする, Dokidoki Suru) - 168e mission : Desbarres Piiiraahnha (ゴッツーケーピーアッシュボーン, Gottsūke Pīasshu Bōn) - 169e mission : La session de révisions collective où on s'entraide tous pour augmenter notre pouvoir de concentration (集中力を高めみんなで協力し合う勉強会, Shūchūryoku o Takame Minna de Kyōryoku Shiau Benkyōkai) - 170e mission : La carte de Noël - 1re partie (クリスマスカード前編, Kurisumasu Kādo Zenpen) - 171e mission : La carte de Noël - 2e partie (クリスマスカード後編, Kurisumasu Kādo Kōhen)                            |                  |                   |                   |                   |
| 20 | 2 septembre 2011 | 978-4-08-870284-1 | 25 janvier 2017   | 978-2-82032-794-9 |
| Titre du volume : Solitude Personnages en couverture : Kiri Katô, Daisy, Mimori, Tsubaki, UsamiListe des chapitres : - 172e mission : Le chevalier déchu de la fin de l'année (年末の堕剣士, Nenmatsu no Dakenshi) - 173e mission : Monsieur Patate IRL (リアル福笑い, Riaru Fukuwarai) - 174e mission : Le grand frère qui se tracassait à propos des tracas de sa petite sœur (妹の悩みに悩む兄, Imōto no Nayami ni Nayamu Ani) - 175e mission : Un amour d'enka (ビジュアル慕情, Bijuaru Bojō) - 176e mission : Solitude 1 (SOLITUDEー①, Sorichūdo 1) - 177e mission : Solitude 2 (SOLITUDEー②, Sorichūdo 2) - 178e mission : Solitude 3 (SOLITUDEー③, Sorichūdo 3) - 179e mission : Kiri Katô, responsable des affaires générales (庶務加藤希里, Shomu Katō Kiri) - 180e mission : Spirit Dance (SPIRIT DANCE, Supiritto Dansu) |                  |                   |                   |                   |

### Tomes 21 à 30
| no | Japonais         | Japonais          | Français          | Français          |
| no | Date de sortie   | ISBN              | Date de sortie    | ISBN              |
| --- | ---------------- | ----------------- | ----------------- | ----------------- |
| 21 | 4 novembre 2011  | 978-4-08-870304-6 | 27 septembre 2017 | 978-2-82-032905-9 |
| Titre du volume : Valentine Crisis Personnages en couverture : Himeko, Sâya Agata, Momoka KibitsuListe des chapitres : - 181e mission : Le concours de films d'horreur Décon6 (6禁ホラー賞, Roku Kin Horā Shō) - 182e mission : La mélancolie de la Food Fighter (憂いのフードファイター, Urei no Fūdo Faitā) - 183e mission : L'équipe de déneigement de la cour (中庭冬の陣, Nakaniwa Fuyu no Jin) - 184e mission : L'ami qui s'inquiétait pour le grand frère qui s'inquiétait pour sa petite sœur (妹を心配する兄を心配する友, Imōto o Shinpai Suru Ani o Shinpai Suru Tomo) - 185e mission : L'énigme de Devinette (クエッチョン・クエスチョン, Kuecchon Kuesuchon) - 186e mission : Valentine Crisis - Partie 1 (バレンタイン・クライシス前編, Barentain Kuraishisu Zenpen) - 187e mission : Valentine Crisis - Partie 2 (バレンタイン・クライシス中編, Barentain Kuraishisu Chūpen) - 188e mission : Valentine Crisis - Partie 3 (バレンタイン・クライシス後編, Barentain Kuraishisu Kōhen) - 189e mission : Valentine Variety (バレンタイン・バラエティ, Barentain Baraeti) |                  |                   |                   |                   |
| 22 | 3 février 2012   | 978-4-08-870369-5 | 10 janvier 2018   | 978-2-82-033186-1 |
| Titre du volume : Figure Doll Painting ! Personnages en couverture : Bossun, Himeko, Switch, Momoka Kibitsu, Sâya Agata, Sôjirô Agata, Michiru Shinba, Sasuke Tsubaki, Daisy, Mimori Unyû, Kiri Katô, Hani Usami, Shinzô Takemitsu, Cherry, Koma, Dante, CyclopsListe des chapitres : - 190e mission : Robot Dance (ROBOT DANCE, Robotto Dansu) - 191e mission : Un fruit innocent (いたいけな果実, Itaike na Kajitsu) - 192e mission : Figure Doll Painting ! (フィギュアドール・ペインティング!, Fuigyua Dōru Peinteingu!) - 193e mission : Figure Doll Modeling ! (フィギュアドール・モデリング, Fuigyua Dōru Moderingu) - 194e mission : Petit frère de sang et petit frère de cœur (弟と弟分, Otōto to Otōtobun) - 195e mission : Souvenirs du club des philanthropes (お助け組懐旧談, O Tasuke Gumi Kaikyūdan) - 196e mission : Visite chez les Unyû ! (丹生家お宅訪問！, Unyū Ke O Taku Hōmon!) - 197e mission : Panique au club des Perwrestling (ゲスリング部の危機, Gesuringu Bu no Kiki) - 198e mission : La petite sœur qui s'inquiétait pour son grand frère qui s'inquiète pour sa petite sœur... et leurs amis ! - 1re partie (妹の悩みに悩む兄に悩む妹とその仲間達前編, Imōto no Nayami ni Nayamu Ani ni Nayamu Imōto to Sono Nakama Tachi Zenpen) |                  |                   |                   |                   |
| 23 | 2 mars 2012      | 978-4-08-870401-2 | 17 octobre 2018   | 978-2-82-033275-2 |
| Titre du volume : Le discours d'adieu Personnages en couverture : Sôjirô Agata, Michiru Shinba, Sasuke Tsubaki, Mimori Unyû, Daisy, Hani Usami, Kiri KatôListe des chapitres : - 199e mission : La petite sœur qui s'inquiétait pour son grand frère qui s'inquiète pour sa petite sœur... et leurs amis ! - 2e partie (妹の悩みに悩む兄に悩む妹とその仲間達中編, Imōto no Nayami ni Nayamu Ani ni Nayamu Imōto to Sono Nakama Tachi Chūhen) - 200e mission : La petite sœur qui s'inquiétait pour son grand frère qui s'inquiète pour sa petite sœur... et leurs amis ! - 3e partie (妹の悩みに悩む兄に悩む妹とその仲間達後編, Imōto no Nayami ni Nayamu Ani ni Nayamu Imōto to Sono Nakama Tachi Kōhen) - 201e mission : Le Death-match sans tacle (ツッコミ禁止デスマッチ, Tsukkomi Kinshi Desumatchi) - 202e mission : Chronique du casse-tête de la cérémonie d'adieu des Terminale - 1re partie (3年生を送る会奮戦記 前編, San Nen Sei o Okuru Kaifun Senki Zenpen) - 203e mission : Chronique du casse-tête de la cérémonie d'adieu des Terminale - 2e partie (3年生を送る会奮戦記 後編, San Nen Sei o Okuru Kaifun Senki Kōhen) - 204e mission : Le discours d'adieu - 1re partie (オクルコトバ 送辞, Okuru Kotoba Sōji) - 205e mission : Le discours d'adieu - 2e partie (オクルコトバ 答辞, Okuru Kotoba Tōji) - 206e mission : Le super lycéen à la une (話題のスーパー高校生, Wadai no Sūpā Kōkōsei) - 207e mission : Demon's Demonstration (ﾃﾞﾓﾝｽﾞ･ﾃﾞﾓﾝｽﾄﾚｰｼｮﾝ, Demonzu Demonsutorēshon) |                  |                   |                   |                   |
| 24 | 4 avril 2012     | 978-4-08-870429-6 | 13 février 2019   | 978-2-82-033526-5 |
| Titre du volume : Happy New School Year ! Personnages en couverture : Bossun, Himeko, Switch, Tact, Silk, Smile, Rumi FujisakiListe des chapitres : - 208e mission : Le camp d'orientation du Conseil des élèves (生徒会オリエンテーション合宿, Seitokai Orientēshon Gasshuku) - 209e mission : Les fleurs de la folie ne durent qu'un printemps (乱の花散るらん, Sakuran no Hana Chiruran) - 210e mission : Happy New School Year ! (Happy New School Year!, Happī Nyū Sukūru Iyā!) - 211e mission : L'élection du délégué de la Terminale C (3年C組学級委員選挙, San Nen Shī Gumi Gakkyū Iin Senkyo) - 212e mission : La réunion de décision de la présentation du club (部活紹介しよう会, Bukatsu Shōkai Shiyō Kai) - 213e mission : Cheeky Rookie - 1re partie (Cheeky Rookie 前編, Chīkī Rūkī Zenpen) - 214e mission : Cheeky Rookie - 2e partie (Cheeky Rookie 中篇, Chīkī Rūkī Chūhen) - 215e mission : Cheeky Rookie - 3epartie (Cheeky Rookie 後編, Chīkī Rūkī Kōhen) - 216e mission : Nakatani de la classe A (A組の中谷さん, Ē Gumi no Nakatani San) |                  |                   |                   |                   |
| 25 | 4 juillet 2012   | 978-4-08-870463-0 | 4 septembre 2019  | 978-2-82-033575-3 |
| Titre du volume : Stealth Body Guard Personnages en couverture : Sasuke Tsubaki, Kiri KatôListe des chapitres : - 217e mission : Pretend President (Pretend President, Puretendo Purejidento) - 218e mission : Le tour des clubs de Rumi (ルミの部活見学ツアー, Rumi no Bukatsu Kengaku Tsuā) - 219e mission : Discommunication virile (漢気ディスコミュニケーション, Otokogi Disukomyunikēshon) - 220e mission : La crème hydratante Toudou pour les mains (しっとりじっとりモイスピュアハンドクリーム, Shittori Jittori Moisupyua Hando Kurīmu) - 221e mission : Stoic Student Teacher - Partie 1 (Stoic Student Teacher 前編, Sutoikku Suchūdento Tīchā Zenpen) - 222e mission : Stoic Student Teacher - Partie 2 (Stoic Student Teacher 後編, Sutoikku Suchūdento Tīchā Kōhen) - 223e mission : Pernéantisseur d'amour (恋愛ゲストロイヤー, Ren'ai Gesutoroiyā) - 224e mission : Rude journée pour beau-papa (親父の一番長い日, Oyaji no Ichiban Nagai Hi) - 225e mission : Stealth Body Guard (ステルス・ボディガード, Suterusu Bodigādo) - Mission bonus : Enquête intrusive (『ダイソウサク・タイソウフク』, "Dai Sōsaku Taisō Fuku") |                  |                   |                   |                   |
| 26 | 4 septembre 2012 | 978-4-08-870497-5 | 19 février 2020   | 978-2-82-033776-4 |
| Titre du volume : Trouble Travel Personnages en couverture : Himeko, Bossun, SwitchListe des chapitres : - 226e mission : Une rivale pour Romane ?! (ライバル登場!? 激アツ真っ向勝負!, Raibaru Tōjō!? Gekiatsu Makkō Shōbu!) - 227e mission : L'élaboration du projet de détente de la Golden Week (GWレジャー計画ディスカッション, Gōruden Wīku Rejā Keikaku Disukasshon) - 228e mission : Trouble Travel 1 (トラブル・トラベルー①, Toraburu Toraberu 1) - 229e mission : Trouble Travel 2 (トラブル・トラベルー②, Toraburu Toraberu 2) - 230e mission : Trouble Travel 3 (トラブル・トラベルー③, Toraburu Toraberu 3) - 231e mission : Trouble Travel 4 (トラブル・トラベルー④, Toraburu Toraberu 4) - 232e mission : Trouble Travel 5 (トラブル・トラベルー⑤, Toraburu Toraberu 5) - 233e mission : Milk Fujisaki Magical Show (ミルク・フジサキ・マジックショー, Miruku Fujisaki Majikku Shō) - 234e mission : Le point faible de Takuto .... (〇〇タクトのウィークポイント, 〇〇Takuto no Wīku Pointo) |                  |                   |                   |                   |
| 27 | 2 novembre 2012  | 978-4-08-870533-0 | 23 septembre 2020 | 978-2-82-033839-6 |
| Titre du volume : La chambre, le pervers et moi Personnages en couverture : Morishita Koma, Minoru SakuraListe des chapitres : - 235e mission : Lonely Switch (スイッチひとりぼっち, Suitchi Hitori Botchi) - 236e mission : La chambre, le pervers et moi (部屋とワイセツと私, Heya to Waisetsu to Watashi) - 237e mission : Le fan-club de Saya Agata (安形紗綾ファンクラブ, Agata Saaya Fan Kurabu) - 238e mission : Sket d'un jour (１日スケット団ス, Ichi Nichi Suketto Dansu) - 239e mission : Petit président deviendra grand (リトルプレジデントは幼気盛り, Ritoru Purejidento wa Itaike Zakari) - 240e mission : La route vers la création d'un club de jeux (ゲーム部設立への道, Gēmu Bu Setsuritsu e no Michi) - 241e mission : Switch On 1 (スイッチ・オンー①, Suitchi On 1) - 242e mission : Switch On 2 (スイッチ・オンー②, Suitchi On 2) - 243e mission : Switch On 3 (スイッチ・オンー③, Suitchi On 3) |                  |                   |                   |                   |
| 28 | 4 décembre 2012  | 978-4-08-870599-6 | 27 janvier 2021   | 978-2-82-034062-7 |
| Titre du volume : Switch On Personnages en couverture : SwitchListe des chapitres : - 244e mission : Switch On 4 (スイッチ・オンー④, Suitchi On 4) - 245e mission : Switch On 5 (スイッチ・オンー⑤, Suitchi On 5) - 246e mission : Switch On 6 (スイッチ・オンー⑥, Suitchi On 6) - 247e mission : Switch On 7 (スイッチ・オンー⑦, Suitchi On 7) - 248e mission : Switch On 8 (スイッチ・オンー⑧, Suitchi On 8) - 249e mission : Switch On 9 (スイッチ・オンー⑨, Suitchi On 9) - 250e mission : Switch On 10 (スイッチ・オンー⑩, Suitchi On 10) - 251e mission : Switch On 11 (スイッチ・オンー⑪, Suitchi On 11) - 252e mission : À la même époque (その頃の, Sono Koro no) |                  |                   |                   |                   |
| 29 | 4 février 2013   | 978-4-08-870629-0 | 29 septembre 2021 | 978-2-82-034115-0 |
| Titre du volume : Bird Man Personnages en couverture :Liste des chapitres : - 253e mission : Good Looking Sensation (グッド・ルシキング・センセーション, Guddo Rukkingu Sensēshon) - 254e mission : Hollywood Movie Stardust (ハリウッド・ムービー・スターダスト, Hariuddo Mūbī Sutādasuto) - 255e mission : Un type en or (黄金を纏って翔べ, Ōgon o Matotte Tobe) - 256e mission : Grand frère - Petite sœur (兄・妹, Ani Imōto) - 257e mission : Bird Man - Partie 1 (バードマン 前編, Bādoman Zenpen) - 258e mission : Bird Man - Partie 2 (バードマン 後編, Bādoman Kōhen) - 259e mission : Tous à la résidence du ninja ! (忍者屋敷ヘ行こう！, Ninja Yashiki e Ikō!) - 260e mission : Photos-souvenirs de la fête du sport (思い出アルバム「体育祭」, Omoide Arubamu "Taiikusai") - 261e mission : Quest Dance, les guerriers contre-attaquent (クエスト・ダンス 逆襲の戦士, Kuesuto Dansu Gyakushū no Senshi) |                  |                   |                   |                   |
| 30 | 4 avril 2013     | 978-4-08-870684-9 | 19 janvier 2022   | 978-2-82-034344-4 |
| Titre du volume : Les graffitis du festival d'été Personnages en couverture : Himeko, Bossun, SwitchListe des chapitres : - 262e mission : Quand le vent... - Première partie (時の風に乗ってー 前編, Toki no Kaze ni Notte Zenpen) - 263e mission : Quand le vent... - Deuxième partie (時の風に乗ってー 後編, Toki no Kaze ni Notte Kōhen) - 264e mission : La mascotte de l'été (ゆるキャラサマー, Yuru Kyara Samā) - 265e mission : Dernier match (引退試合, Intai Jiai) - 266e mission : Beach Girls Collection (ビーチ・ガールズ・コレクション, Bīchi Gāruzu Korekushon) - 267e mission : Les graffitis du festival d'été (夏祭りグラフィティ, Natsu Matsuri Gurafiti) - 268e mission : Instance Assistance (インスタント・アシスタント, Insutanto Ashisutanto) - 269e mission : Le document d'adhésion de la bicyclette (自転車一人旅密着ドキュメント, Jitensha Hitori Tabi Mitchaku Dokyumento) - 270e mission : The Conte by King of Conte (The Conte by King of Conte, Za Konto bai Kingu obu Konto) |                  |                   |                   |                   |

### Tomes 31 et 32
| no | Japonais       | Japonais          | Français         | Français          |
| no | Date de sortie | ISBN              | Date de sortie   | ISBN              |
| --- | -------------- | ----------------- | ---------------- | ----------------- |
| 31 | 4 juin 2013    | 978-4-08-870764-8 | 11 mai 2022      | 978-2-82034-367-3 |
| Titre du volume : Inherit the Twin Stars Couverture : Bossun, Sasuke TsubakiListe des chapitres : - 271e mission : Des paroles dédiées à un ami (友に捧げる叙情詩, Tomo ni Sasageru Ririkku) - 272e mission : La réunion devrait laisser place à un ressentiment ensoleillé (恨み晴らさでおくべき会, UUrami Harasadeokubeki Kai) - 273e mission : Classroom Wedding (クラスルーム・ウェデイング, Kurasurūmu Wedingu) - 274e mission : L'incident du gâteau du conseil des étudiants (生徒会室ケーキバラバラ事件, Seitokaishitsu Kēki Barabara Jiken) - 275e mission : Ce club du SKET (脱スケット団, Datsu Suketto Dan) - 276e mission : Devenir un adulte est difficile (大人はつらいよ, Otona wa Tsurai yo) - 277e mission : Amour caché (秘め恋, Himekoi) - 278e mission : Inherit the Twin Stars - Première partie (Inherit the Twin Stars 前編, Inheritto za Tsuin Sutāzu Zenpen) - 279e mission : Inherit the Twin Stars - Deuxième partie (Inherit the Twin Stars 後編, Inheritto za Tsuin Sutāzu Kōhen) |                |                   |                  |                   |
| 32 | 2 août 2013    | 978-4-08-870783-9 | 7 septembre 2022 | 978-2-82034-389-5 |
| Titre du volume : Last Dance Couverture : Himeko, Bossun, SwitchListe des chapitres : - 280e mission : Last Dance - 1 (ラストダンスー①, Rasuto Dansu 1) - 281e mission : Last Dance - 2 (ラストダンスー②, Rasuto Dansu 2) - 282e mission : Last Dance - 3 (ラストダンスー③, Rasuto Dansu 3) - 283e mission : Last Dance - 4 (ラストダンスー④, Rasuto Dansu 4) - 284e mission : Last Dance - 5 (ラストダンスー⑤, Rasuto Dansu 5) - 285e mission : Last Dance - 6 (ラストダンスー⑥, Rasuto Dansu 6) - 286e mission : Vous, les amis (キミ達を, Kimi Tachi o) - 287e mission : Cérémonie de fin d'année (卒業, Sotsugyō) - 288e mission : Sket Dance (SKET DANCE, Suketto Dansu) |                |                   |                  |                   |

### Shueisha BOOKS
1. 1 2  Tome 1
2. 1 2  Tome 2
3. 1 2  Tome 3
4. 1 2  Tome 4
5. 1 2  Tome 5
6. 1 2  Tome 6
7. 1 2  Tome 7
8. 1 2  Tome 8
9. 1 2  Tome 9
10. 1 2  Tome 10
11. 1 2  Tome 11
12. 1 2  Tome 12
13. 1 2  Tome 13
14. 1 2  Tome 14
15. 1 2  Tome 15
16. 1 2  Tome 16
17. 1 2  Tome 17
18. 1 2  Tome 18
19. 1 2  Tome 19
20. 1 2  Tome 20
21. 1 2  Tome 21
22. 1 2  Tome 22
23. 1 2  Tome 23
24. 1 2  Tome 24
25. 1 2  Tome 25
26. 1 2  Tome 26
27. 1 2  Tome 27
28. 1 2  Tome 28
29. 1 2  Tome 29
30. 1 2  Tome 30
31. 1 2  Tome 31
32. 1 2  Tome 32

### Kazé Manga
1. 1 2  Tome 1
2. 1 2  Tome 2
3. 1 2  Tome 3
4. 1 2  Tome 4
5. 1 2  Tome 5
6. 1 2  Tome 6
7. 1 2  Tome 7
8. 1 2  Tome 8
9. 1 2  Tome 9
10. 1 2  Tome 10
11. 1 2  Tome 11
12. 1 2  Tome 12
13. 1 2  Tome 13
14. 1 2  Tome 14
15. 1 2  Tome 15
16. 1 2  Tome 16
17. 1 2  Tome 17
18. 1 2  Tome 18
19. 1 2  Tome 19
20. 1 2  Tome 20
21. 1 2  Tome 21
22. 1 2  Tome 22
23. 1 2  Tome 23
24. 1 2  Tome 24
25. 1 2  Tome 25
26. 1 2  Tome 26
27. 1 2  Tome 27
28. 1 2  Tome 28
29. 1 2  Tome 29
30. 1 2  Tome 30
31. 1 2  Tome 31
32. 1 2  Tome 32